# 石巻漁港
石巻漁港（いしのまきぎょこう）は、宮城県石巻市魚町にある特定第3種漁港である。

## 概要
1974年（昭和49年）の開港以前は旧北上川河口（内港：石巻市川口町付近）に漁港設備があった。このため、現港（外港）は、それと区別するため「石巻新漁港」と称される場合がある。
水揚げ岸壁の長さ（1,200m）は日本一を、魚市場（875.47m）は世界一の長さを誇り、「世界一長い魚市場」として2021年（令和3年）9月にギネス世界記録に登録された。

## データ
- 管理者 - 宮城県
- 魚市場の名称 - 石巻市水産物地方卸売市場
- 魚市場の開設者 - 石巻市
- 魚市場の卸売人 - 石巻魚市場株式会社
- 水揚数量 - 100,245t（2019年）【全国5位】[3][4][5]
- 水揚金額 - 165億円3700万円（2019年）【全国9位】[4][5]

## 歴史
石巻が港として利用され始めたのは江戸時代以降で、往時の石巻は、北上川の河口は別にあり、隣村である稲井から流れる真野川の河口にすぎなかった。
1623年（元和9年）、伊達政宗は海陸要衝の地となるべき石巻の地勢を見抜き、川村孫兵衛に命じて新河道を開削し北上川本流を導入してから、水運の便は一時に開け、仙台藩は元より北上川上流に位置する南部藩領から江戸に至る交通・物資集散の地として、あるいは文化導入の関門として繁栄するようになり、「三十五反の帆をまきあげて、行くよ仙台・石巻」とうたわれ150tもの千石船が続々と入港し、徳川幕政16大港のひとつとして「みなと石巻」の名を成すに至った。
その後、1887年（明治20年）になって東北本線の開通により一時衰退の時期もあったものの、市民の尽力が明治末期から大正・昭和にかけて北上川の改修、河口の浚渫、接岸施設の整備事業となって現れたことでこれを打開、500t級の貨物船も自由に入れるようになった。
また、世界三大漁場の一つと言われる金華山沖の漁場資源を活かす、石巻がもつ立地的特性も相まって水産業が大いに振興し、漁獲物の流通や水産加工業の拠点となって、これに関連する企業が興り、商工業もまたとみに活発となり、現在の発展を見るに至っている。
石巻漁港は、1950年（昭和25年）に地方港湾に指定され、1951年（昭和26年）から漁港修築事業により整備がすすめられ、旧北上川河口の左右の海岸を魚市場として利用してきたが、上流からの流下土砂と漁船の大型化に伴い、航路及び泊地の水深が確保できない状況となったため、1963年（昭和38年）の第3次漁港整備長期計画から、現在の位置に新漁港の建設を始めた。1967年（昭和42年）には出入国港に、1973年（昭和48年）には特定第三種漁港となり、翌年の1974年（昭和49年）に市場の開設とともに、供用を開始している。

## 東日本大震災
東北地方太平洋沖地震に伴う東日本大震災により、甚大な被害を受けたが2012年（平成24年）から第3次漁港漁場整備計画（震災復興地区計画）に基づき復旧工事を行い、順次供用開始している。市場についても、2011年（平成23年）7月には仮設テントでの水揚げを再開し、高度衛生管理型施設として復旧整備を行った。2014年（平成26年）8月に一部供用開始し、2015年（平成27年）9月から全棟供用開始している。